# エイント・トゥー・プラウド・トゥ・ベッグ
「エイント・トゥー・プラウド・トゥ・ベッグ」(Ain't Too Proud to Beg)は、アメリカ合衆国のR&Bグループ、テンプテーションズが1966年に発表した楽曲。ノーマン・ホイットフィールドと、ホーランド＝ドジャー＝ホーランドの一員であるエディ・ホーランド・ジュニアが共作した。シングルとしてリリースされた後、アルバム『Gettin' Ready』にも収録された。

## オリジナル・ヴァージョン
リード・ボーカルはデヴィッド・ラフィンによる。『Gettin' Ready』からの第1弾シングルとしてリリースされる計画もあったが、最終的には「ゲット・レディ」が先にシングルとしてリリースされ、本作は同アルバムからの第2弾シングルとなった。アメリカのBillboard Hot 100では13位に達し、『ビルボード』のR&Bシングル・チャートでは8週にわたって1位を獲得した。全英シングルチャートではテンプテーションズにとって初のトップ40入りを果たし、最高21位に達した。
この曲の大ヒットを機に、ノーマン・ホイットフィールドはテンプテーションの作品を多数プロデュースしていくようになる。

## 他メディアでの使用例
「エイント・トゥー・プラウド・トゥ・ベッグ」は、映画『再会の時』（1983年公開）のサウンドトラックで、同じくテンプテーションズの大ヒット曲である「マイ・ガール」と共に使用された。

## カバー

### ローリング・ストーンズ
ローリング・ストーンズは、1974年に発表されたアルバム『イッツ・オンリー・ロックン・ロール』に「エイント・トゥー・プラウド・トゥ・ベッグ」のカヴァーを収録。レコーディングには、外部プレイヤーとしてビリー・プレストンとエド・リーチが参加している。アメリカでは同アルバムからの第2弾シングルとしてもリリースされた。

### リック・アストリー
イギリスの歌手リック・アストリーは、アルバム『ホールド・ミー・イン・ユア・アームズ』（1988年）に「エイント・トゥー・プラウド・トゥ・ベッグ」のカヴァーを収録し、アメリカや日本ではシングルとしてもリリースされた。アストリーのヴァージョンは、アメリカのBillboard Hot 100で89位、『ビルボード』のアダルト・コンテンポラリー・チャートでは16位に達している。ストック・エイトキン・ウォーターマンがプロデュースを務めた最後のシングルである。

### その他のカバー
- ウィリー・ボボ - アルバム『Juicy』（1967年）に収録。
- ダリル・ホール&ジョン・オーツ - ライヴ・アルバム『ライヴ・アット・ジ・アポロ』（1985年）に「アポロ・メドレー」の中の1曲として収録。
- ベン・ハーパー - 映画『永遠のモータウン』（2002年公開）において、ファンク・ブラザーズ（英語版）との共演という形で歌唱[11]。